# Boxers (film)
Pour les articles homonymes, voir Boxers.
Pour plus de détails, voir Fiche technique et Distribution.
Boxers (thaï : ไชยา, Chayia) est un film thaïlandais de Kongkiat Khomsiri sorti en 2007. En France le film est sorti le 5 août 2008 directement en DVD chez Wild Side.

## Synopsis
Trois enfants d'un même village de bord de mer (Chaiya dans la province de Surat Thani), Piak, Pao et Sa-maw se lient d'amitié en pratiquant le muay-thaï. Ayant envie de devenir boxeurs professionnels, ils se rendent à Bangkok.
Pendant que l'un accède aux plus grand rings de la capitale, les deux autres se tournent vers la criminalité, les paris et les combats clandestins.

## Fiche technique
- Titre : Boxers
- Titres alternatifs : ไชยา (Chaiya) / Muay Thai Fighter / Muay Thai Chaiya[2]
- Réalisation : Kongkiat Khomsiri
- Scénario : Kongkiat Khomsiri, Yassapong Phonslip
- Photographie : Sayombhu Mukdeeprom
- Montage : Phannipa Kabillikavanich
- Costumes : Chatchai Chaiyon
- Production : Tanit Jitnukul
- Société de production : Five Star Production
- Société de distribution : Wild Side Films (France)
- Format : 35 mm
- Langue : Thaï
- Pays :  Thaïlande
- Genre : action
- Durée : 114 minutes (1 h 54)
- Date de sortie : 2007

Licencié en France

## Distribution
Distribution :
- Akara Amarttayakul : Piak[4]
- Thawatchai Phanpakdee : Phao
- Sonthaya Chitmanee : Sa-maw
- Samart Payakaroon : Thiew Chaiya, père de Phao, maître et entraîneur de muay-thaï-chaiya[5]
- Prawit Kittichantheera : Kraengseuk, frère de Phao et légendaire boxeur de muay-thaï-chaiya
- Phreeta Kongpetch : Sriprai, l'infirmière, copine de Piak, secrètement amoureuse de Phao
- Saengthong Gate-Uthong : Whan, la séduisante danseuse
- David La Haye : Carlos
- J. Don Ferguson : Diamond Sullivan, le cruel boxeur étranger